# Televisão Hokkaido
Television Hokkaido Broadcasting Co., Ltd. (株式会社テレビ北海道, Kabushiki-gaisha Terebi Hokkaidō, TVh) , chamada JOHI-DTV (canale 7) é uma Estação de televisão japonesa com sede em Sapporo que serve como afiliada da Rede TX para a Prefeitura de Hokkaido.  TVh começou a transmitir em 1989. A Nikkei, Inc. é a maior acionista da TVh.

## Transmissores
A JOHI-TV tem um total de 77 transmissores, incluindo os seguintes: 
| Localidade | Canal |
| ---------- | ----- |
| Sapporo    | 14    |
| Asahikawa  | 21    |
| Hakodate   | 19    |
| Muroran    | 26    |
| Kushiro    | 41    |
| Obihiro    | 17    |
| Abashiri   | 14    |

A TVh não possuía transmissores analógicos em Kushiro, Obihiro e Abashiri, pois essas estações começaram a transmitir no segundo semestre de 2011, após a conclusão das transmissões analógicas.

## Escritórios
- Sede - 6-12-4, Odori-higashi, Chūō-ku, Sapporo
- Escritório de Tóquio - Edifício Hashizen, Shinbashi, Minato, Tóquio
- Escritório de Osaka - Edifício Sakurabashi Yachio, 2-5-6, Umeda, Kita-ku, Osaka

## Links externos
- TV北海道 (em japonês), site oficial da TV Hokkaido

Predefinição:TV-hokkaido
1. 1 2  «TXNネットワーク». TV Tokyo. Consultado em 26 de março de 2023
2. 1 2  «民放テレビ開局一覧». JBA. Consultado em 26 de março de 2023
3. 1 2  «地上系放送事業者». MIC. Consultado em 26 de março de 2023